# Dancing with Tears in My Eyes
Dancing with Tears in My Eyes ist ein Lied von Ultravox aus dem Jahr 1984, das von Midge Ure, Billy Currie, Chris Cross und Warren Cann geschrieben wurde. Das Lied wurde am 4. Mai 1984 als zweite Single aus dem Album Lament ausgekoppelt.

## Geschichte
Das Lied beschäftigt sich mit der Frage, was man im Falle einer nuklearen Katastrophe in den letzten Minuten seines Lebens noch tun würde. Es geht um die Erkenntnis, dass das eigene Leben unausweichlich ein Ende finden wird und einen das zu Tränen rührt.
Die Melodie und Akkordstruktur komponierte Currie 1983, beeinflusst von der Musik von Michael Rother, in seiner Wohnung in der Nähe von Notting Hill Gate. Das Lied wurde in Midge Ures Musicfest Studios in Chiswick im Südwesten von London aufgenommen und von der Band selbst produziert. Die Single wurde am 4. Mai 1984 von Chrysalis Records veröffentlicht. In Belgien wurde der Synthie-Pop-/New-Wave-Song ein Nummer-eins-Hit.
Die Maxi-Single wurde in drei verschiedenen Versionen herausgebracht: mit einem herkömmlichen Plattencover, mit einem Gatefold-Cover und als transparentes Vinyl mit Gatefold-Cover. Alle Fassungen hatten die gleiche Katalognummer. Auf der B-Seite ist die Klavierballade Building enthalten.

## Musikvideo
Das Drehbuch stammt von Ure und Cross, die bei dem Video auch Regie führten. Im Video spielen die Bandmitglieder in unterschiedlichen Rollen; Ure spielt die Hauptperson, Currie und Cross sind als Wissenschaftler zu sehen, Cann spielt einen uniformierten Sicherheitsmann und einen Priester. Die Handlungsstränge im Video sind entsprechend der Strophen und Refrains geschnitten. Zu Beginn kommt es in einem Atomkraftwerk zu einer Überhitzung des Reaktorkerns, und eine Explosion ist unvermeidlich. Während der ersten Strophe fährt Midge Ure ahnungslos nach Hause. Im zweiten Refrain bricht in den Straßen Panik aus, als die Information verbreitet wird, dass eine atomare Explosion unmittelbar bevorstehe, und Ure setzt seinen Heimweg zu Fuß fort. Zu Hause angekommen, verbringt er die Zeit bis zur Explosion mit seiner Partnerin. Die Explosion ereignet sich zu Beginn des Gitarrensolos. Das Video endet mit Celluloidaufnahmen von Familienereignissen, die während der Vorführung zu schmelzen beginnen.

## Kommerzieller Erfolg

### Chartplatzierungen
| ChartsChartplatzierungen     | Höchstplatzierung | Wochen |
| ---------------------------- | ----------------- | ------ |
| Deutschland (GfK)            | 7 (16 Wo.)        | 16     |
| Schweiz (IFPI)               | 16 (7 Wo.)        | 7      |
| Vereinigtes Königreich (OCC) | 3 (13 Wo.)        | 13     |

| ChartsJahrescharts (1984) | Platzierung |
| ------------------------- | ----------- |
| Deutschland (GfK)         | 73          |

### Auszeichnungen für Musikverkäufe
| Land/Region                  | Auszeichnungen für Musikverkäufe (Land/Region, Auszeichnung, Verkäufe) | Verkäufe |
| ---------------------------- | ---------------------------------------------------------------------- | -------- |
| Vereinigtes Königreich (BPI) | Silber                                                                 | 200.000  |
| Insgesamt                    | 1× Silber ·                                                            | 200.000  |

## Coverversionen

### Novaspace-Version
Das deutsche Dance-Pop-Projekt Novaspace veröffentlichte 2004 ein Dance-Cover, welches sich im deutschsprachiges Raum erfolgreich in den Charts platzieren konnte.
| ChartsChartplatzierungen | Höchstplatzierung | Wochen |
| ------------------------ | ----------------- | ------ |
| Deutschland (GfK)        | 11 (10 Wo.)       | 10     |
| Österreich (Ö3)          | 6 (16 Wo.)        | 16     |
| Schweiz (IFPI)           | 98 (1 Wo.)        | 1      |

| ChartsJahrescharts (2004) | Platzierung |
| ------------------------- | ----------- |
| Deutschland (GfK)         | 95          |

### Weitere Coverversionen
- 1995: Cabballero
- 1999: Dreamscape
- 1999: Freedom Call
- 2000: Sportfreunde Stiller feat. Readymade
- 2005: The Poodles
- 2007: Avantasia
- 2009: Velvet
- 2023: Anna Ternheim[13]

## Verwendung in der Popkultur
Neben anderen Songs der 1980er-Jahre war Dancing with Tears in My Eyes im 2010 ausgestrahlten Fernsehfilm Zurück zum Glück und in der Folge Bei Kuscheln Mord der Fernsehserie Der letzte Bulle zu hören. In dem im Jahr 1984 spielenden Stealth-Computerspiel Metal Gear Solid V: The Phantom Pain gehört der Song zum Soundtrack.